# La storia dell'amore
La storia dell'amore (The History of Love) è un film del 2016 diretto da Radu Mihăileanu.
Il film, sceneggiato da Mihăileanu e Marcia Romano, basato sull'omonimo romanzo del 2005 di Nicole Krauss, ha come principali interpreti Derek Jacobi, Sophie Nélisse, Gemma Arterton e Elliott Gould.
La storia è ambientata a New York nel 2006, ma gli avvenimenti del presente si alternano a vari flashback.

## Trama
Leo Gursky è un anziano ebreo solitario che vive in isolamento nel suo appartamento e comunica solo con il suo vicino Bruno (amico di gioventù che ha improvvisamente ritrovato a New York). L'unica cosa che interessa a Leo è suo figlio Isaac Moritz, che Leo non ha mai incontrato e per il quale Leo sta scrivendo la storia della propria vita.
In parallelo, vediamo la storia di Alma Singer, ragazza alle prese con il primo amore, figlia di Charlotte Singer (traduttrice) e sorella maggiore di Bird, che crede di essere un lamed-vavnik (o Zaddiq).
A legare i personaggi, un libro: La Storia dell'Amore.
Questa storia ha avuto inizio molti anni prima (ai tempi della seconda guerra mondiale), in un villaggio ebraico della Polonia. Tre aspiranti scrittori, Leo (lo stesso Leo che vediamo anziano a New York), Bruno e Zvi, si erano innamorati della bella Alma. Ognuno di loro aveva promesso di dedicarle il suo miglior lavoro, ma gli anni di guerra e caos avevano rovinato questi piani.
Il libro La Storia dell'Amore è stato pubblicato in spagnolo in Cile da Zvi, che sembra quindi l'unico che abbia mantenuto la promessa fatta ad Alba.
La traduttrice di New York Charlotte Singer riceve l'incarico di tradurre La Storia dell'Amore dallo spagnolo all'inglese. È felicissima di questa proposta, poiché La Storia dell'Amore è la sua opera preferita tanto che ha dato a sua figlia il nome Alma in onore della protagonista del romanzo.
Nel corso del film si scopre che questo romanzo in realtà è stato scritto da Leo.
Leo aveva, anni addietro, affidato il manoscritto a Zvi chiedendogli di tenerlo al sicuro. Zvi, però, una volta in Cile, lo aveva riscritto in spagnolo e spacciato per proprio. A Leo venne detto che il manoscritto era andato perduto in un'alluvione.
In uno dei flashback, si scopre che Alma e Leo si amavano da giovani, quando erano ancora in Polonia. Essendo dovuti fuggire separatamente dalla Polonia a causa dell'arrivo dei Tedeschi, si erano promessi di vedersi in America e di sposarsi. Leo purtroppo riuscì ad arrivare in America solo molti anni dopo Alma, ma questa nel frattempo si era dovuta sposare per garantirsi una protezione: era infatti arrivata portando in grembo il figlio di Leo. Alma fa promettere a Leo di non rivelare al figlio, Isaac, di esserne il padre. Ed è questo il motivo per cui Leo gli scrive la sua autobiografia, che sembra essere una riscrittura del suo altro libro (La Storia dell'Amore).
Sarà proprio grazie a questa riscrittura dell'opera che la giovane Alma Singer e Leo si incontreranno nella scena finale del film.

## Produzione
Il film è stato girato in varie località, tra cui Montreal, New York City, Cluj-Napoca e Bucarest.